# كارنيفال بانوراما
كارنيفال بانوراما (بالإنجليزية: Carnival Panorama) هي سفينة سياحية من أسطول شركة كارنيفال للرحلات البحرية. ودخلت في الخدمة في عام 2019.

## نبذة
في مارس 2015، أبرمت شركة كارنيفال كوربرايشن وفينكانتييري اتفاقية لبناء خمس سفن سياحية خلال الفترة بين عامي 2019 و 2022. وفي إعلان صدر في 30 ديسمبر 2015 أكدت شركة كارنيفال كوربرايشن أن السفينة التي تتسع لـ 4200 راكب سيتم تشغيلها من خلال بي آند أو للرحلات البحرية الشركة الشقيقة لكرنفال. بعد مرور عام أعلنت شركة كارنيفال كوربرايشن في 15 ديسمبر 2016 تغيير خططها وتحويل تشغيل إلى كارنيفال للرحلات البحرية بدلا من شركة بي آند أو للرحلات البحرية، ليصبح ثالث سفنها من فئة فييستا.
بدأ البناء رسميًا على السفينة التي لم يتم تسميتها آنذاك بحفل قطع الفولاذ في 7 يوليو 2017 في حوض فينكانتييري لبناء السفن في بورتو مارغيرا، واعلن عن تسمية السفينة باسم كارنيفال بانوراما في 1 ديسمبر 2017.والانتهاء من إطلاق وتعويم السفينة في حوض بناء السفن في 6 ديسمبر 2018.
في 18 يوليو 2019 أكملت تجاربها البحرية في البحر الأدرياتيكي. في 29 أكتوبر سلمت فينكانتييري رسميا السفينة إلى كارنيفال للرحلات البحرية في حوض بناء السفن في مارغيرا. وتبدأ رحلتها من مارغيرا إلى كاليفورنيا لحفل التعميد، كما شرعت في رحلة لمدة 38 يومًا أخذتها عبر المحيط الأطلسي وعبور مضيق ماجلان بالإبحار عبر الساحل الغربي لأمريكا الجنوبية، لتصل إلى ميناء لوس أنجلوس في الصباح الباكر من يوم 8 ديسمبر. بعد ظهر يوم 9 ديسمبر انتقلت إلى مرفأ السفينة في لونغ بيتش لحضور مراسم الترحيب بها. ولجق ذلك تعميد السفينة في اليوم التالي.
شرعت في رحلتها الافتتاحية التي استمرت ثلاثة أيام إلى إنسينادا في 11 ديسمبر 2019. ولاحقا بدأت في الإبحار في رحلات الساحل الغربي للمكسيك لمدة 7 أيام إلى كابو سان لوكاس ومازاتلان وبويرتو فالارتا على مدار العام.

## روابط خارجية
- الموقع الرسمي